# The Death of Poor Joe
 (juillet 2025).
Pour plus de détails, voir Fiche technique et Distribution.
The Death of Poor Joe est un film muet britannique réalisé par George A. Smith, sorti en 1901.
Le film est inspiré du neuvième roman de Charles Dickens La Maison d'Âpre-Vent (en anglais, Bleak House) publié par  d'abord en vingt feuilletons entre mars 1852 et septembre 1853, puis en un volume en 1853.

## Synopsis
Joe est un enfant balayeur pauvre. Il meurt de froid, son balai à la main, accolé à un mur de cimetière, dans les bras d'un policier.

## Fiche technique
- Titre original : The Death of Poor Joe
- Réalisation : George A. Smith
- Production Warwick Trading Company
- Pays d'origine : Grande-Bretagne
- Format : Noir et blanc
- Durée : 1 minute
- Date de sortie : 
  - Royaume-Uni : mars 1901

## Distribution
- Laura Bayley : Joe
- Tom Green : le policier

## Autour du film
- Le personnage de Joe est tiré de La Maison d'Âpre-Vent de Charles Dickens.
- Le rôle de Joe est joué par une femme, Laura Bayley, la femme du réalisateur.
- Sorti en mai 1901, cela en fait le plus vieux film adapté de l’œuvre de Charles Dickens[1].